# Grande pellegrinaggio tedesco del 1064-1065
Il Grande pellegrinaggio tedesco del 1064-1065 fu un imponente pellegrinaggio verso Gerusalemme organizzato da alcuni vescovi tedeschi circa venticinque anni prima della Prima Crociata. 

## Origine
Fu l'arcivescovo di Magonza, Sigfrido I, che prese l'iniziativa, accompagnato da Guglielmo I di Utrecht, vescovo di Utrecht, Otto di Riedenburg, vescovo di Ratisbona, Gunther, vescovo di Bamberga e Eccardo I, conte di Scheyern. 
Vi furono tra 7 000 e 12 000 pellegrini partecipanti a questa spedizione.

## Peripezie
I pellegrini attraversarono l'Ungheria, la Bulgaria, i territori dei Peceneghi, e raggiunsero infine Costantinopoli, in condizioni che lasciavano presagire quelle della Prima Crociata un quarto di secolo più tardi: i pellegrini erano considerati con diffidenza, e venivano spinti ad avanzare più velocemente verso l'Anatolia.
Passarono in Anatolia, non ancora conquistata dai Turchi Selgiuchidi, ciò che sarebbe avvenuto circa dieci anni più tardi. Le loro difficoltà maggiori cominciaronono a Laodicea (attualmente Lattakia), dove incrociarono i pellegrini superstiti di spedizioni precedenti, che annunciarono loro i pericoli che li attendevano al sud. Difatti quando arrivarono a Tripoli, l'emiro della città li voleva massacrare, ma gli Annales riportano che una tempesta miracolosa glielo impedì. 
Il giovedì 24 marzo 1065, giunsero a Cesarea; il venerdì santo, furono attaccati da beduini. Secondo gli Annales Altahenses Maiores Guglielmo di Utrecht fu allora ferito a morte (in realtà sopravvisse fino al 1076):
I pellegrini si rifugiarono allora in un forte vicino. Il giorno di Pasqua, il capo dei beduini s'intrattenne con Gunther di Bamberga, e una tregua sembrava ottenuta, ma ciò non impedì ai beduini di continuare a taglieggiare i pellegrini; fu soltanto con l'intervento del governatore fatimide di Ramla. che i beduini scomparvero e lasciarono i pellegrini, dopo un periodo di riposo a Ramla, giungere a Gerusalemme il 12 aprile 1065
Dopo tredici giorni sul posto, ritornarono a Ramla, poi presero il mare a Lattakia per ritornare in Germania, passando per l'Ungheria. Sempre secondo gli Annales, fu quando giunsero sulle rive del Danubio, nel mese di luglio, che morì Gunther di Bamberga, il cui corpo fu portato con rispetto fino alla sua cattedrale, nella cui cripta sarebbe stato inumato.
Secondo il cronista irlandese Mariano Scoto, i superstiti di questo pellegrinaggio furono appena 2 000 soltanto.